# Lisa Angermann
Lisa Angermann (* 1991 in Gera) ist eine deutsche Köchin.

## Leben
Nachdem sie im Jahr 2008 ein Vorbereitungsjahr im Restaurant von Cornelia Poletto absolviert hatte, begann Lisa Angermann in Leipzig bei Peter Maria Schnurr im Restaurant „Falco“, das mit zwei Michelinsternen ausgezeichnet war, ihre Ausbildung zur Köchin. 
Nachdem sie in einem Restaurant von Dietrich Enk ihre ersten Erfahrungen als Küchenchefin machen konnte, kehrte sie Ende 2016 in das Unternehmen ihrer Eltern zurück und führte dort den Genussbauernhof in Baldenhain. Während ihrer dortigen Tätigkeit nahm sie an der fünften Staffel von The Taste teil und konnte dort das Finale für sich entscheiden.
Im Dezember 2018 verwirklichte sich Lisa Angermann gemeinsam mit ihrem Mann Andreas Reinke den Traum vom eigenen Restaurant und eröffnete in Leipzig-Gohlis das Restaurant „Frieda“, das nach der Großmutter ihres Mannes benannt ist. Ein Jahr später veröffentlichte sie mit Zusammen isst man weniger allein ihr erstes eigenes Kochbuch. Im Jahr 2021 bekam das Restaurant „Frieda“ einen Michelinstern verliehen. Ein Jahr später erhielt das Restaurant zudem den grünen Michelin-Stern für Nachhaltigkeit.
Lisa Angermann gehört seit 2023 zum Koch-Team von MDR um 4.
2024 kehrte sie als Gastjurorin im Finale der 13. Staffel von The Taste zurück.

## Veröffentlichungen
- Ralf Frenzel, Ulrike Kraus: The Taste: Die besten Rezepte aus Deutschlands größter Kochshow - Das Siegerbuch 2017. 1. Auflage. Tre Torri Verlag, Gelsenkirchen 2017, ISBN 978-3-96033-027-1 (136 S.).
- Zusammen isst man weniger allein. 1. Auflage. Verlag Zabert Sandmann, München 2019, ISBN 978-3-89883-875-7 (151 S.).
- Lisa Angermann, Stefanie Hiekmann: Unsere kreative Kräuterküche. Lieblingsrezepte für jeden Tag. 1. Auflage. Hölker, Münster 2025, ISBN 978-3-7567-1046-1 (176 S.).